# Eparquía de Cluj-Gherla
La eparquía de Cluj-Gherla (en latín: Eparchia Claudiopolitana-Armenopolitana, Szamo-Uiavariensis Romenorum y en rumano: Eparhia de Cluj-Gherla) es una circunscripción eclesiástica de la Iglesia católica en Rumania. Se trata de una eparquía greco-católica rumana, sufragánea de la archieparquía de Făgăraș y Alba Iulia, que tiene al obispo Claudiu-Lucian Pop como su jerarca desde el 14 de abril de 2021.
En el Anuario Pontificio la Santa Sede usa el nombre en italiano: Cluj-Gherla, Claudiopoli-Armenopoli dei Romeni.

## Territorio y organización

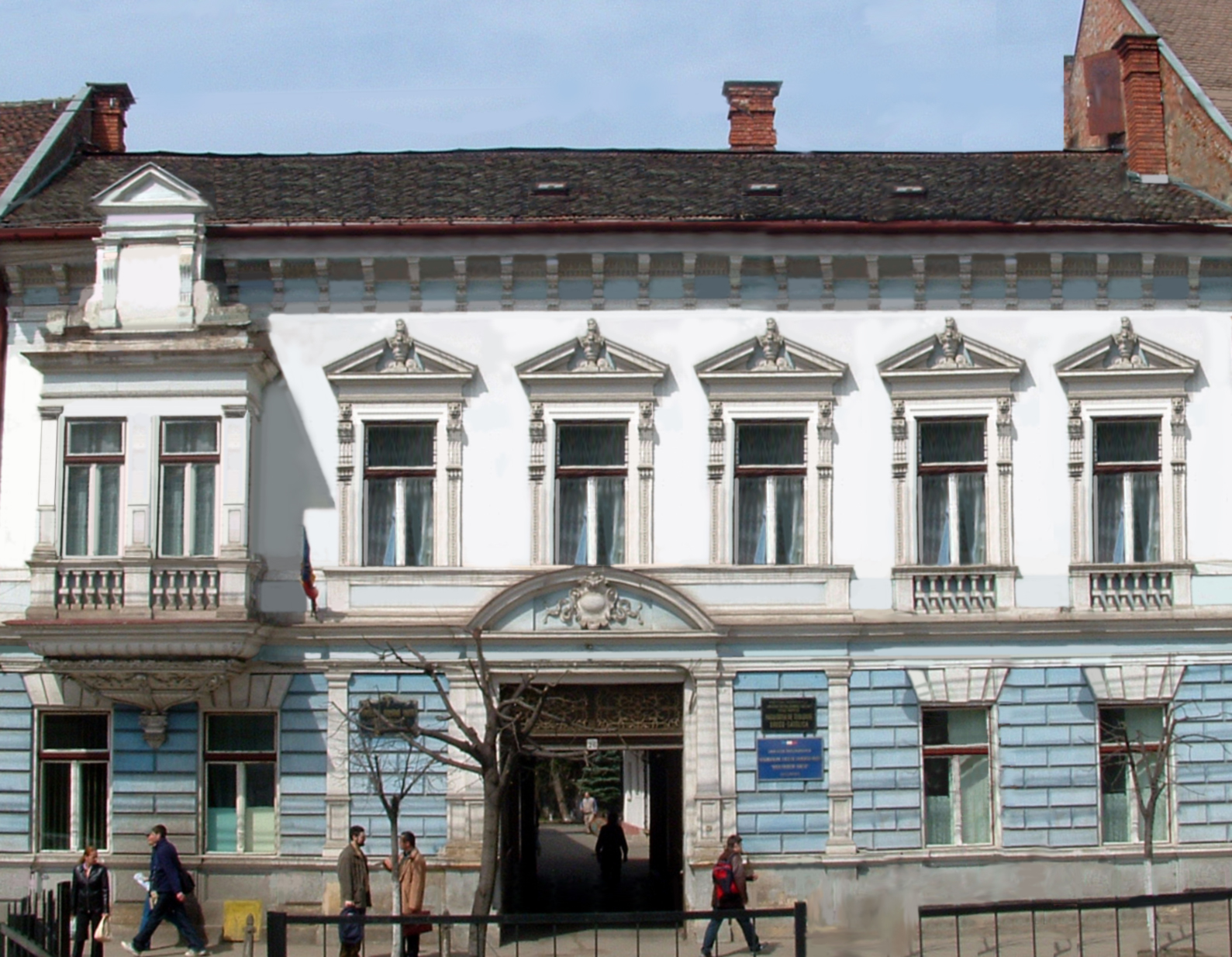
El palacio eparquial en Cluj-Napoca, actualmente en uso

La eparquía extiende su jurisdicción sobre los fieles católicos de rito bizantino rumano residentes en Transilvania noroccidental en Rumania, en donde comprende parcialmente los distritos de Alba y de Sălaj, la mayor parte de los de Cluj y Bistrița-Năsăud, el sur de Maramureș y una pequeña parte de Suceava.
La sede de la eparquía se encuentra en la ciudad de Cluj-Napoca, en donde se halla la Catedral de la Transfiguración (Catedrala Greco-Catolică Schimbarea la Faţă). La antigua Catedral de la Presentación de la Virgen en el Templo (Catedrala Greco-Catolică Intrarea în Biserică a Maicii Domnului) en Gherla ha sido declarada concatedral de la eparquía, pero desde 1948 se halla bajo el control de la Iglesia ortodoxa rumana. A pesar de la promesa hecha el 2 de junio de 2005 por el patriarca Teoctist de devolver el edificio a la Iglesia greco-católica rumana, este traspaso todavía no se ha concretado.
En 2019 en la eparquía existían 164 parroquias.

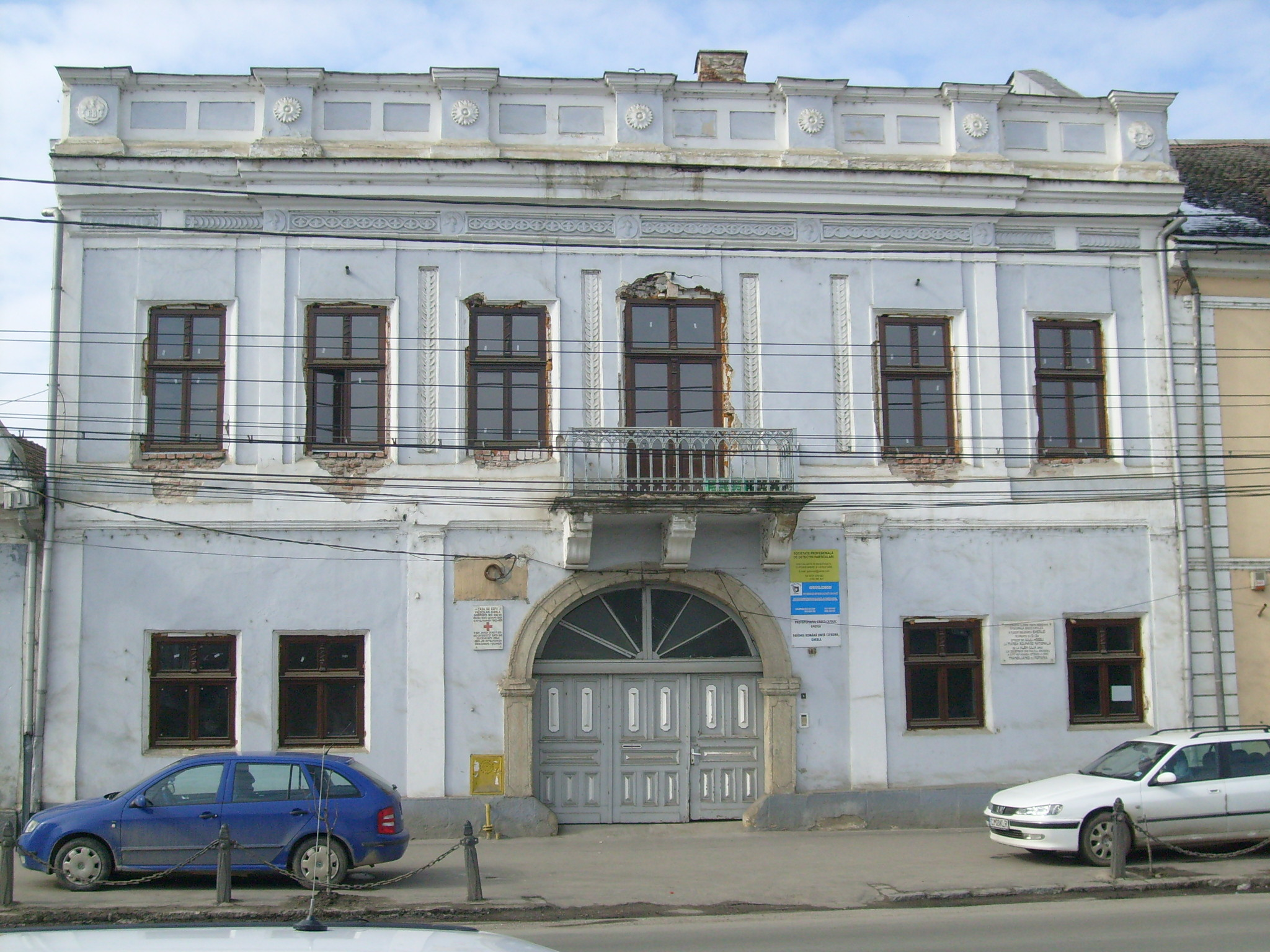
El histórico palacio eparquial de Gherla

## Historia

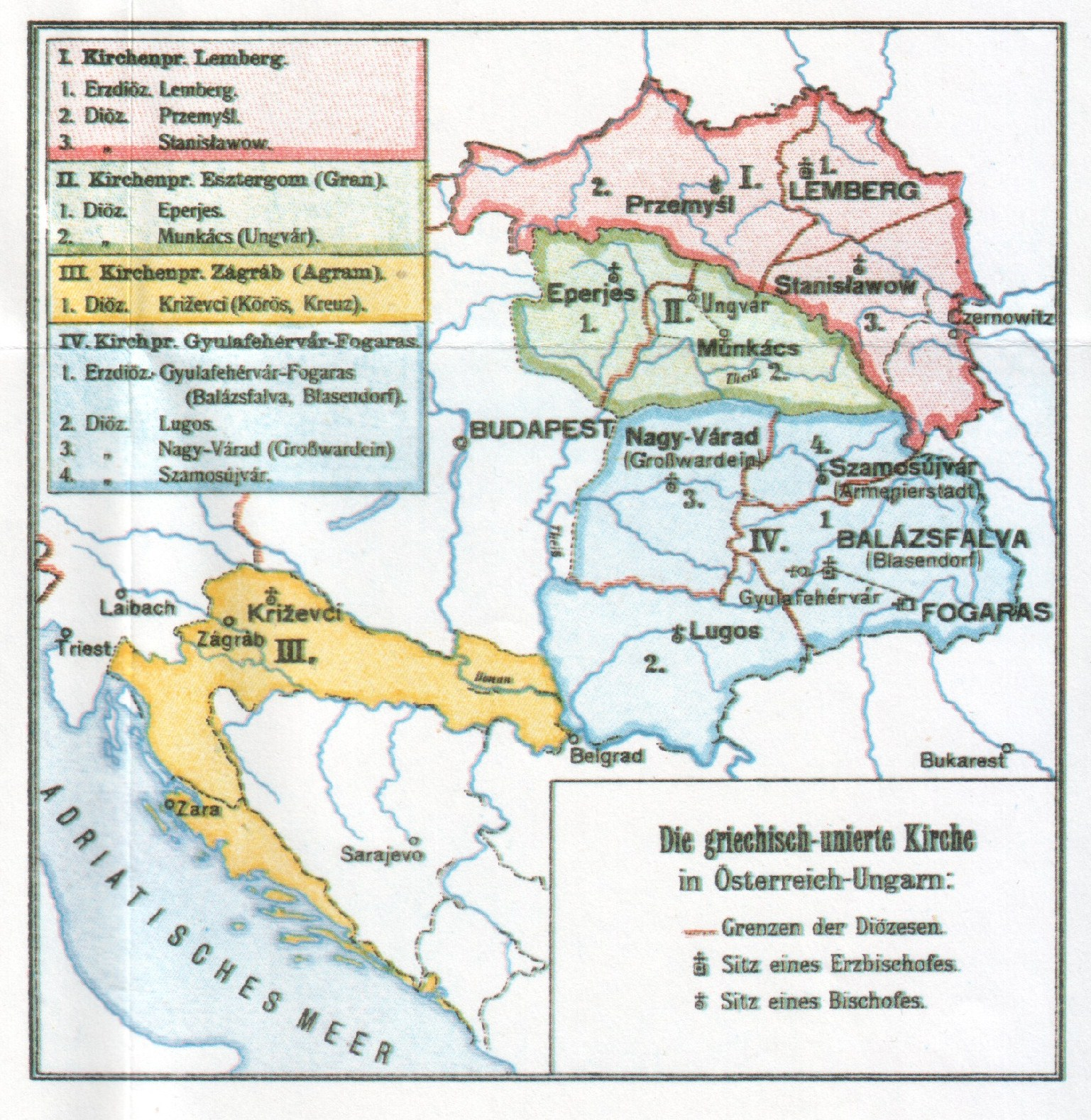
La extensión inicial de la eparquía de Cluj-Gherla
(marcado con el n.º 4 en la provincia metropolitana de Făgăraș y Alba Iulia, de color azul)

La eparquía de Gherla en el Principado de Transilvania fue erigida el 26 de noviembre de 1853 con la bula Ad apostolicam sedem del papa Pío IX, separando 629 parroquias del territorio de la eparquía de Făgăraș y Alba Iulia (elevada al mismo tiempo a archieparquía metropolitana) y de 144 parroquias de la eparquía de Mukácheve. La nueva eparquía pasó a ser sufragánea de Făgăraș y Alba Iulia. En 1857 la eparquía consistía en 633 parroquias en 38 diaconías, con 2 monasterios de la orden de San Basilio el Grande y 381 397 fieles.
El emperador Francisco José I aprobó el 6 de mayo de 1912 la erección de la eparquía de Hajdúdorog en Hungría, y el papa Pío X la erigió canónicamente mediante la bula Christifideles Graeci de 8 de junio de 1912. Dentro de la nueva eparquía fueron comprendidas 4 parroquias de lengua húngara de la eparquía de Gherla (Szamos-Újvár o Armenópolis). 
En 1924 la iglesia franciscana de la Transfiguración fue trasferida por el papa Pío XI a la Iglesia greco-católica.
El 5 de junio de 1930 con la bula Solemni conventione del papa Pío XI la diócesis cedió 82 parroquias a la eparquía de Oradea y otras 69 parroquias para la creación de la eparquía de Maramureș. La eparquía fue reorganizada, asumió el nombre actual y recibió 150 parroquias de la archieparquía de Făgăraș y Alba Iulia, incluyendo el decanato de Cluj, que se convirtió en la nueva residencia episcopal al transferirse la catedral a la iglesia de la Transfiguración, quedando la catedral de Gherla como concatedral. Con la expresada bula se nombró un administrador apostólico para los armenios de Rumania con sede en la ciudad de Gherla.

5) Novam praeterea erigimus dioecesim ritus graeci-rumem, Maramureşensem denominandam, cuius territorium efformabunt paroeciae, quae sequuntur: èx archidioecesi Fogaraşiensi et Albae Juliensis paroecia Boian; e dioecesi Cluj-Gherlensi centum sexaginta novem paroeciae supra enumeratae (...)

Al finalizar la Segunda Guerra Mundial, Transilvania fue anexada a Rumania. Por presión del régimen comunista que tomó el poder en Rumania, el 1 de octubre de 1948 se reunió un sínodo de 36 sacerdotes en Cluj que votó por finalizar la unión con Roma y establecer la reunión con la Iglesia ortodoxa rumana. El 21 de octubre de 1948, 250° aniversario de la unión con Roma, se realizó una ceremonia en Alba Iulia en la cual la Iglesia greco-católica fue formalmente abolida. En la noche del 28 al 29 de octubre los 6 obispos fueron arrestados. El 1 de diciembre de 1948 el Gobierno comunista ordenó la disolución y el "espontáneo" pasaje de todos los greco-católicos (decreto n.° 358/1948), quienes eran 1 500 000, a la Iglesia ortodoxa rumana, a la que le fueron dadas algunas de sus propiedades, incluyendo la catedral de Cluj-Napoca.
En 1955 el obispo de Cluj-Gherla, Iuliu Hossu, fue liberado y puesto bajo arresto domiciliario en un monasterio, él rehusó la propuesta del patriarca ortodoxo rumano, Iustinian Marina, para volverse arzobispo ortodoxo de Iași y metropolitano de Moldavia y así ser el sucesor oficial del patriarca. Permaneció bajo arresto domiciliario y cada año envió un memorando al presidente de Rumania, pidiendo que las leyes de la república y los acuerdos internacionales fueran observados con respecto a los greco-católicos. En 1969 el papa Pablo VI lo nombró cardenal in pectore, es decir, sin publicar su nombramiento, que solo fue revelado el 5 de marzo de 1973, tres años después de la muerte del obispo.
Después de 41 años de sobrevivir solo en secreto e ilegalmente, a la Iglesia rumana unida con Roma, greco-católica, le fue permitido aparecer una vez más en público solo después de la Revolución rumana de 1989. La ley normativa 9/31 de 2 de enero de 1990, derogó el decreto n.° 358/1948 como repugnante y generador de graves perjuicios al Estado rumano, aunque no anuló sus efectos. Emergieron a la vida pública 3 obispos secretamente ordenados y el 14 de octubre de 1990 el papa Juan Pablo II restableció la jerarquía eclesiástica.
El eparca de Cluj-Gherla exigió sin éxito la restitución de la catedral de la Transfiguración a la arquidiócesis ortodoxa de Vad, Feleac y Cluj, que se negó a devolver la iglesia. Tras un proceso judicial de 8 años se ordenó la restitución del edificio, pero el 13 de marzo de 1998 un grupo de fieles ortodoxos bloqueó el acceso a la iglesia debiendo intervenir fuerzas policiales para ejecutar la sentencia de restitución de la catedral. A través del diálogo local con la Iglesia ortodoxa, 8 iglesias (de las 573 existentes en 1948) y 4 casas parroquiales (de las 387 de 1948) fueron devueltas a la eparquía de Cluj-Gherla desde 1995. 
El 2 de junio de 2019 el papa Francisco beatificó a siete obispos mártires greco-católicos torturados bajo el régimen comunista rumano, entre ellos al obispo eparca de Cluj-Gherla Iuliu Hossu.

## Estadísticas
De acuerdo al Anuario Pontificio 2020 la eparquía tenía a fines de 2019 un total de 42 153 fieles bautizados.
| Año                                                                             | Población            | Población | Población      | Sacerdotes | Sacerdotes    | Sacerdotes    | Bautizados por sacerdote | Diáconos permanentes | Religiosos | Religiosos | Parroquias |
| Año                                                                             | Bautizados católicos | Total     | % de católicos | Total      | Clero secular | Clero regular | Bautizados por sacerdote | Diáconos permanentes | Varones    | Mujeres    | Parroquias |
| ------------------------------------------------------------------------------- | -------------------- | --------- | -------------- | ---------- | ------------- | ------------- | ------------------------ | -------------------- | ---------- | ---------- | ---------- |
| 1948                                                                            | 421 652              | 600 000   | 70.3           | 419        | 417           | 2             | 1006                     |                      | 6          | 39         | 463        |
| 1999                                                                            | 750 000              | ?         | ?              | 162        | 147           | 15            | 4629                     |                      | 16         | 97         | 125        |
| 2000                                                                            | 60 000               | ?         | ?              | 157        | 139           | 18            | 382                      | 2                    | 25         | 3          | 139        |
| 2001                                                                            | 100 000              | ?         | ?              | 143        | 124           | 19            | 699                      |                      | 25         | 100        | 158        |
| 2002                                                                            | 68 000               | ?         | ?              | 157        | 137           | 20            | 433                      | 1                    | 27         | 102        | 162        |
| 2003                                                                            | 60 000               | ?         | ?              | 154        | 133           | 21            | 389                      | 1                    | 30         | 107        | 158        |
| 2004                                                                            | 60 000               | ?         | ?              | 155        | 134           | 21            | 387                      | 1                    | 28         | 105        | 168        |
| 2006                                                                            | 60 000               | ?         | ?              | 160        | 144           | 16            | 375                      | 1                    | 25         | 110        | 179        |
| 2009                                                                            | 60 000               | ?         | ?              | 169        | 158           | 11            | 355                      |                      | 21         | 83         | 158        |
| 2013                                                                            | 49 500               | ?         | ?              | 171        | 159           | 12            | 289                      |                      | 21         | 73         | 159        |
| 2016                                                                            | 47 956               | ?         | ?              | 170        | 157           | 13            | 282                      |                      | 20         | 71         | 163        |
| 2019                                                                            | 42 153               |           |                | 170        | 158           | 12            | 247                      |                      | 19         | 58         | 164        |
| Fuente: Catholic-Hierarchy, que a su vez toma los datos del Anuario Pontificio. |                      |           |                |            |               |               |                          |                      |            |            |            |

## Episcopologio
- Ioan Alexi † (16 de noviembre de 1854-29 de junio de 1863 falleció)
  - Sede vacante (1863-1865)
- Ioan Vancea † (25 de septiembre de 1865-21 de diciembre de 1868 nombrado archieparca de Făgăraș y Alba Iulia)
  - Sede vacante (1868-1872)
- Mihail Pavel † (23 de diciembre de 1872-15 de mayo de 1879 nombrado eparca de Oradea)
- Ioan Szabó † (15 de mayo de 1879-mayo de 1911 falleció)
- Vasile Hossu † (16 de diciembre de 1911-13 de enero de 1916 falleció)
- Beato Iuliu Hossu † (21 de abril de 1917-28 de mayo de 1970 falleció)(cardenal in pectore desde el 28 de abril de 1969) 
  - Sede vacante (1970-1990)
- George Guţiu † (14 de marzo de 1990-18 de julio de 2002 retirado)
- Florentin Crihălmeanu † (18 de julio de 2002-12 de enero de 2021 falleció)
- Claudiu-Lucian Pop, desde el 14 de abril de 2021